# Affaire des colonels
L'affaire des colonels est une affaire d'espionnage militaire suisse éclatant durant la Première Guerre mondiale. Elle suscita une polémique quant au penchant germanophile de l'état-major général suisse.

## Violation de la neutralité
Deux hauts officiers de l'état-major général, le chef de la section des services de renseignements de l'armée, le colonel Friedrich Moritz von Wattenwyl, et son collaborateur, le colonel Karl Egli, transmettent dès le début du conflit aux attachés militaires allemands et austro-hongrois le bulletin journalier de l'état-major général et des dépêches diplomatiques décryptées par les services suisses, qui contiennent des données sur les intentions militaires des alliés.
C'est le cryptologue André Langié, engagé par Moritz von Wattenwyl, qui découvre l'affaire et, jugeant la neutralité suisse violée, transmet l'information à deux journalistes romands germanophobes qui préviennent le conseiller fédéral Camille Decoppet.

## Sanctions
Le Conseil fédéral et le général Ulrich Wille, commandant de l'armée helvétique, sont informés en décembre 1915. Le chef de l'état-major général Théodore Sprecher von Bernegg interdit la diffusion du bulletin et éloigne les deux colonels. Toutefois, sous la pression de parlementaires, de la presse et de l'opinion publique suisse romande, le Conseil fédéral ordonne le 11 janvier 1916 une enquête administrative. Le 18 janvier, Wille accepte la comparution des deux officiers devant un tribunal militaire mais refuse leur condamnation qu'il juge nuisible à l'image de l'armée suisse. Le lendemain, le Conseil fédéral décide de les soumettre à une procédure judiciaire complète.
Au cours du procès devant le tribunal militaire divisionnaire V de Zurich, les accusés soulignent « qu'un service de renseignements possède des règles propres qui le placent souvent au-dessus de la morale et de la neutralité ». Egli indique pour sa part que « tout le service de renseignements est contre la neutralité ». Sprecher appelé comme témoin prend leur défense en indiquant que « les droits du neutre étant sans cesse bafoués, entre autres par l'Entente, le neutre peut déroger à ses devoirs ». Finalement, le 28 février, le tribunal les déclare non coupables sur le plan pénal, soulignant « qu'ils avaient agi pour le bien du pays », et les renvoie à l'autorité militaire pour une éventuelle décision disciplinaire : Wille les condamne à vingt jours d'arrêt de rigueur et le Conseil fédéral les suspend de leur fonction.

## Conséquences
En Suisse romande, la clémence du jugement et des sanctions suscita une grande déception rapportée par la presse. L'affaire engendra une crise de confiance nationale et renforça le sentiment de l'existence de fossés séparant les régions et milieux suisses. Jean-Jacques Langendorf et Pierre Streit analysent cette situation en ces termes : 
« Il s'ensuivit un véritable déchaînement contre la Suisse alémanique, et contre la majorité alémanique des officiers, considérés comme des séides des « boches ». Désormais, le pays était véritablement « cassé », un profond « fossé » se creusant entre la Suisse romande, italienne et l'alémanique. »
 Mettant en doute l'impartialité des chefs de l'armée, l'affaire confirma aussi les profondes divergences opposant le Conseil fédéral et le général Wille. Quant à André Langié, il fut considéré comme un traître à la patrie. Il perdit son emploi de cryptologue, et redevint bibliothécaire à Lausanne, fonction qu'il occupait avant la guerre.
En France, l'acquittement est également mal accueilli, d'autant plus que Sprecher et Wille considérés comme des germanophiles notoires restaient à leur poste. Cette nouvelle méfiance poussa Sprecher à intensifier les contacts avec l'état-major français.